# Ether (medium)
De ether werd tot aan het begin van de 20e eeuw gezien als het stoffelijke medium dat voortplanting van licht en andere elektromagnetische straling mogelijk maakte. 
Christiaan Huygens had in de 17e eeuw al vastgesteld dat licht interferentie vertoont en dus een golfverschijnsel of trilling is. Interferentie werd goed begrepen bij geluid, een golf in lucht, en bij golven in het wateroppervlak. De vraag was dan ook wat er golfde bij straling. In een mechanisch wereldbeeld heeft een trilling immers een veerkrachtig medium nodig om zich te verplaatsen. Dit medium werd aether of ether genoemd. Aan deze tussenstof werden eigenschappen toegeschreven als veerkracht (elasticiteit) en absolute rust (stilstand). De ether zou door alle stof heendringen en de ruimte tussen de atomen vullen.
De relativiteitstheorieën van Einstein toonden aan dat de ether niet bestond: het vacuüm kan kennelijk licht geleiden, de leegte kreeg de functie van de vroegere ether.

## Michelson-Morley-experiment
Albert Michelson en Edward Morley poogden met hun beroemde interferometer-experiment (1887) de ether aan te tonen door te laten zien dat licht zich met verschillende snelheden zou verplaatsen in richtingen parallel aan en dwars op de aardbaan om de zon, doordat de aarde zich immers door de ether zou moeten bewegen. Met de meting zou bovendien de absolute snelheid van de aarde door het heelal vastgesteld kunnen worden. Het experiment mislukte: de lichtsnelheid was in alle richtingen en op elk moment van het jaar precies even groot.
Om nog aan de ether vast te houden zou teruggegrepen moeten worden op het middeleeuwse geocentrische model van het universum: de aarde als het stilstaande centrum van het heelal waaromheen de rest van het universum draaide. Dit was in strijd met het wetenschappelijk paradigma dat ook al in die tijd heerste.

## Relativiteitstheorie
In 1905 verscheen de publicatie Zur Elektrodynamik bewegter Körper (Over de elektrodynamica van bewegende lichamen) van Albert Einstein. Hierin ging Einstein van het vastgestelde feit uit, dat elektromagnetische trillingen in vacuüm in alle richtingen gemeten vanuit ieder object, zelfs vanuit een bewegend object, precies dezelfde snelheid hebben. Dit had zeer contra-intuïtieve gevolgen. De publicatie leidde tot andere denkbeelden over ruimte, tijd en de voortplanting van licht en de noodzaak het bestaan van een ether te postuleren, kwam toen eigenlijk te vervallen. Toch is hiermee niet bewezen dat de ether niet zou kunnen bestaan. Op 5 mei 1920 gaf Einstein een lezing aan de universiteit van Leiden onder de titel Äther und Relativitäts-Theorie waarin hij zei:
Zusammenfassend können wir sagen: Nach der allgemeinen Relativitätstheorie ist der Raum mit physikalischen Qualitäten ausgestattet; es existiert also in diesem Sinne ein Äther. Gemäß der allgemeinen Relativitätstheorie ist ein Raum ohne Äther undenkbar; denn in einem solchen gäbe es nicht nur keine Lichtfortpflanzung, sondern auch keine Existenzmöglichkeit von Maßstäben und Uhren, also auch keine räumlich-zeitlichen Entfernungen im Sinne der Physik. Dieser Äther darf aber nicht mit der für ponderable Medien charakteristischen Eigenschaft ausgestattet gedacht werden, aus durch die Zeit verfolgbaren Teilen zu bestehen; der Bewegungsbegriff darf auf ihn nicht angewendet werden.
Het is dus volgens Einstein onvermijdelijk om fysieke kwaliteiten aan ruimte toe te kennen. Maar waar materie uit delen bestaat die in de tijd gevolgd kunnen worden, kan dat met ruimtetijd zoals beschreven door algemene relativiteit niet. Begrippen als bewegen dan wel stilstaan zijn principieel niet van toepassing.

## Ether als beeldspraak bij de omroep
Op theoretische gronden werd later aangetoond dat elektromagnetische golven de snelheid van het licht hadden. Hieruit werd de conclusie getrokken dat licht dus ook een elektromagnetische golf was. Tot die tijd werd er van uitgegaan dat voor radio- en televisiesignalen, overgedragen door elektromagnetische golven met een lagere frequentie dan licht, de ether als medium fungeerde. In het spraakgebruik wordt dit nog steeds gebruikt: de ether die de radio- en televisiesignalen verspreidt, zoals in de uitdrukking een radioprogramma de ether insturen.